# II. Heidberg
II. Heidberg, teils auch Untenheidberg oder nur Heidberg genannt, ist ein aus einer Hofschaft hervorgegangener Wohnplatz in der bergischen Großstadt Solingen.

## Lage und Beschreibung
II. Heidberg befindet sich westlich der Solinger Innenstadt am Südrand des Stadtbezirks Solingen-Mitte unmittelbar an der Grenze zu Höhscheid. Der Ort liegt an einem Nordhang eines kleinen Tals, in dem der Nacker Bach verläuft. Der Bach selbst entspringt südwestlich vom II. Heidberg im Bereich der Kleingartenanlage Heidberg. Unmittelbar nördlich an Heidberg vorbei verläuft die Bahnstrecke Solingen–Remscheid auf dem Abschnitt zwischen dem Haltepunkt Solingen Grünewald und dem Solinger Hauptbahnhof in Ohligs. Im Bereich Heidberg ist die historische Blockstelle Weyersberg in Sichtfachwerk an der Bahnstrecke erhalten. Sie wird heute als Wohnhaus genutzt.
Durch den Ort führt die nach ihm benannte Straße Heidberg, die von der Kirschbaumer Straße im Westen abzweigt und durch eine nur 2,8 Meter hohe Unterführung unter der Bahnstrecke hindurch führt. An der Straße sind noch einzelne Fachwerk- und Schiefergebäude erhalten.
Benachbarte Orte sind bzw. waren (von Nord nach West): Mangenberg, Weyersberg, I. Heidberg, Solingen, Kirschbaumer Hof, Grünewald, Obenpilghausen, Kotterheidberg, Ernenkotten, Kotten, Waldheim, Mittel- und Obengönrath.

## Etymologie
Der Ortsname wird gedeutet als Berg, an dessen Anhängen Heidekräuter wachsen. In Abwandlungen kommt dieser Ortsname in der heutigen Großstadt Solingen mehrfach vor, so etwa in Heide, Heidufer oder Heider Hof.

## Geschichte
Heidberg ist seit dem 15. Jahrhundert nachgewiesen. Die erste urkundliche Erwähnung des Ortes erfolgte im Zehntverzeichnis der Abtei Altenberg von 1488 als zom Heytbergh. Er gehörte der Honschaft Solingen innerhalb des Amtes Solingen an. Zwar lag er unmittelbar vor der Stadt Solingen, gehörte aber nicht mehr zum Stadtgebiet. So gehörte er stattdessen der Außenbürgerschaft Solingen an, die seit dem Mittelalter den ländlichen Außenbezirk der Stadt Solingen umfasste.
In dem Kartenwerk Topographia Ducatus Montani von Erich Philipp Ploennies, Blatt Amt Solingen, ist II. Heidberg mit einer Hofstelle verzeichnet und abgekürzt als Heib: benannt. Die Topographische Aufnahme der Rheinlande von 1824 verzeichnet den Ort als Heidbergunten. Die Preußische Uraufnahme von 1844 verzeichnet ihn als Unt. Heidberg. In der Topographischen Karte des Regierungsbezirks Düsseldorf von 1871 ist der Ort nur unbenannt verzeichnet. Die Preußische Neuaufnahme von 1893 verzeichnet den Ort als II. Heidberg.
Nach Gründung der Mairien und späteren Bürgermeistereien Anfang des 19. Jahrhunderts gehörte II. Heidberg zur Bürgermeisterei Solingen.
Zwischen 1863 und 1867 wurde unmittelbar nördlich von II. Heidberg die Bahnstrecke Wuppertal-Oberbarmen–Solingen zum Bahnhof am Solinger Weyersberg trassiert. Die Strecke wurde Ende der 1880er Jahre in südöstliche Richtung zum neuen Bahnhof Solingen Süd erweitert, dem späteren Solinger Hauptbahnhof (alt). Die Strecke führte dabei über den südlich gelegenen Kirschbaumer Hof an der Innenstadt vorbei. Der Anschluss an das Eisenbahnnetz bewirkte im Mangenberger Bezirk, an dessen Südrand der II. Hedberg lag, eine Vielzahl von Industrieansiedlungen. Die größte dieser Fabriken war ein 1872 gegründetes Stahlwerk, der Siegen-Solinger Gussstahl-Aktien-Verein, dessen Fabrikareal sich in Spitzenzeiten von der heutigen Alexanderstraße bis zum Weyersberg erstreckte. Das Stahlwerk ging aufgrund von Kapitalmangel Anfang der 1930er Jahre in Konkurs.
Die 1909 gegründete städtische Müllabfuhr in Solingen kippte den bei Privathaushalten eingesammelten Unrat auf dem abschüssigen Gelände ursprünglich südwestlich vom II. Heidberg ab (Lage). Dort befand sich die erste zentrale Mülldeponie der Stadt. Ab den 1930er Jahren wurde sie durch das Bärenloch zwischen Gräfrath und Solingen ersetzt, das weniger dicht besiedelt war. Im Jahre 1969 schließlich wurde am Mangenberg das Müllheizkraftwerk Solingen in Betrieb genommen.:4ff. Am Rande der stillgelegten Deponie befindet sich seit 1995 ein Regenüberlaufwerk. Im Zuge der Erweiterung und Modernisierung des Beckens mussten Mitte der 2000er Jahre 25.000 Tonnen durch die alte Deponie verseuchter Boden abgetragen werden.